# Geopolítica
Geopolítica é a congruência entre demasiados grupos de estratégias adotadas pelo Estado para administrar seu território, e anexar a geografia cotidiana com a história. Desta forma, Geopolítica é um campo de conhecimento multidisciplinar, que não se identifica com uma única disciplina, mas se utiliza principalmente da Teoria Política e da Geologia e Geografia ligado às Ciências Humanas e Ciências Sociais aplicadas.

## Definição
A geopolítica considera a relação entre os processos políticos e as características geográficas (como localização, território, posse de recursos naturais, contingente populacional e geológico) — como topografia natural e clima e também os estudos intercontinental avaliativo e interpretativo em relações com a ecologia (aspectos animais, vegetais e humanos), nas relações de poder internacionais entre os estados e entre estado e sociedade. Por isso, trata-se do envolvimento estatal em questões ambientais do espaço - como as relações entre todas as formas de vida (inclusive o Estado, como criação da vida humana fazendo parte da Pirâmide Ecológica) e o ambiente, o estudo populacional (para que se propicie melhores condições de vida), a análise dos ciclos biogeoquímicos da natureza e a conscientização da sociedade com as problemáticas da expansão urbana e da agropecuária ofensivos ao funcionamento dos Ecossistemas no espaço (perspectiva geográfico-ecológica) e no tempo (perspectiva histórica natural-geológica). Para isso, exemplos destes envolvimentos pode-se citar o Instituto Brasileiro de Geografia e Estatística (IBGE), o Conselho Nacional do Meio Ambiente (CONAMA), o Instituto Brasileiro do Meio Ambiente (IBAMA) e o Instituto Nacional de Pesquisas Espaciais (INPE).
O termo "Geopolítica" foi criado pelo cientista político sueco Rudolf Kjellén, no início do século XX, inspirado pela obra de Friedrich Ratzel, Politische Geographie (Geografia Política), de 1897.
As teorias geopolíticas clássicas pensavam o Estado como um organismo territorial, sendo que essa comparação do Estado com um organismo foi proposta pelo geógrafo Friedrich Ratzel em seu livro Geografia Política. Mas é importante destacar que esse autor usava a palavra organismo não como metáfora biológica, e sim no sentido que o pensamento romântico dava a esse termo, isto é, como uma unidade indissociável entre diversos elementos naturais e humanos. Para Ratzel, o Estado agia como organismo territorial porque mobilizava a sociedade para um objetivo comum, que era a defesa territorial, e implementava uma série de políticas visando garantir a coesão da sociedade e do território, unindo o povo ao solo. Nesse sentido, a geografia política e a geopolítica utilizam os conhecimentos da Geografia Física e da Geografia Humana, inter-relacionadas com a Ecologia, para orientar a ação política do Estado.
Para José W. Vesentini:
| “ | A palavra geopolítica não é uma simples contração de geografia política, como pensam alguns, mas sim algo que diz respeito às disputas de poder no espaço mundial e que, como a noção de PODER já o diz (poder implica dominação, via Estado ou não, em relações de assimetria enfim, que podem ser culturais, sexuais, econômicas, repressivas e/ou militares, etc.), não é exclusivo da geografia. | ” |

Para Bertha Becker:
| “ | A geopolítica sempre se caracterizou pela presença de pressões de todo tipo, intervenções no cenário internacional desde as mais brandas até guerras e conquistas de territórios. Inicialmente, essas ações tinham como sujeito fundamental o Estado, pois ele era entendido como a única fonte de poder, a única representação da política, e as disputas eram analisadas apenas entre os Estados. Hoje, esta geopolítica atua, sobretudo, por meio do poder de influir na tomada de decisão dos Estados sobre o uso do território, uma vez que a conquista de territórios e as colônias tornaram-se muito caras. | ” |

## Histórico

### Formação e consolidação
Antes da criação do termo geopolítica, este "campo de conhecimento" era abordado por diferentes disciplinas com ênfases distintas, como a Geografia, a Teoria Política, os Estudos estratégicos, e anteriormente, ainda, pelo que era chamado na antiguidade de "arte da guerra".
Este campo de conhecimentos se consolidou entre fins do século XIX e a primeira metade do século XX. Inicialmente os principais teóricos clássicos eram militares (Mahan, Haushofer) ou geógrafos (Ratzel, Mackinder). Foi o jurista e cientista político sueco Rudolf Kjellén que utilizou o termo "geopolítica" pela primeira vez em 1905, sendo consolidado posteriormente pela publicação da "Zeitischrift für Geopolitik" "Revista de Geopolítica" alemã, organizada pelo general Karl Haushofer a partir de 1924. Posteriormente, principalmente após a Segunda Guerra Mundial, o campo de estudos da geopolítica passou a incluir contribuições das pesquisas e teorias de diversos historiadores, sociólogos, economistas, ambientalistas, cientistas políticos e internacionalistas de integração ambiental e do espaço.

### Fim do século XX e início do século XXI
Enquanto a geopolítica clássica tratava principalmente das relações entre poder e ambiente, Estado e território, guerra, estratégia e geografia, nas últimas décadas este campo de conhecimento agregou uma série de temas relacionados à Ecologia e Meio Ambiente, novas guerras, disputas econômicas, conflitos culturais, ideológicos, além de questões envolvendo mudanças demográficas, inovações tecnológicas, além de diferentes aspectos da Globalização. Abordagens regionais da geopolítica também consideram as relações entre geografia e poder no plano nacional, em âmbitos municipal, estadual e federal. Este é o principal motivo porque, em muitas escolas de Ensino Médio do Brasil, disciplinas intituladas "geopolítica" são destinadas à discussão de temas de "atualidades" em debate na mídia, muitas vezes fugindo de qualquer tema tradicional da geopolítica clássica.
Dentro da nova visão geopolítica, destaca-se a Política ambiental devido ao peso que as questões ambientais assumiram nas relações de poder globais, onde a geopolítica é utilizada para o desenvolvimento de estudos políticos a respeito dos ambientes urbanos, rurais, agrários, fundiários, aéreo, aquáticos, além dos limites territoriais.
Geralmente considera-se que os novos temas da geopolítica mantém como cerne interpretativo o prisma nas relações entre poder-política-estratégia e geografia-ambiente-território. Outras abordagens costumam ser tratadas apenas como temas relacionados à geopolítica, e não necessariamente como parte integrante do conhecimento geopolítico. Assim, a geopolítica mantém-se voltada ao estudo da estratégia, da manipulação, da ação política, geralmente assumindo a busca, enquanto ciência, do bem maior da humanidade, dos direitos humanos à vida e à saúde, ao bem estar, à preservação do meio ambiente geográfico, pensado enquanto fundamental para a manutenção da espécie humana na Terra. Desta forma, a geopolítica também estuda as intrínsecas relações que têm os processos ecológicos e a ação política do "animal político" que dominou de forma mais intensiva a face da Terra: o próprio Homem.
Desta forma, geopolítica não é só importante para cientistas políticos e nem somente para historiadores e geógrafos, mas de grande relevância para o Direito, pois ela abrange os Direito Urbanístico, Direito Ambiental, Direito Agrário, Direito Aéreo além de se inter-relacionar com o Direito Constitucional, Direito Civil e Direito Internacional. Também se fundamenta como conhecimento básico para os que se interessam pelo estudo dos fenômenos internacionais, abarcados pelas diferentes formas de Relações Internacionais.
de duas grandes vertentes originárias, a concepção de poder naval de Alfred Thayer Mahan e a concepção de poder terrestre de Halford John Mackinder.
Mahan defendia que a potência que construísse um poder naval sem igual, capaz de dominar os oceanos e as grandes passagens entre os mares, dominaria o mundo. Mahan se baseia na história dos séculos XVI ao XIX para demonstrar que as potências vitoriosas nas grandes disputas geopolíticas foram sempre potências navais (Portugal, Holanda, Inglaterra).
Mackinder desenvolve uma interpretação oposta, a de que existe uma região pivô na Eurásia, nunca antes conquistada por potências navais, o Heartland. Região vasta, rica em recursos naturais e energéticos, água, terra e florestas, esta região sempre foi dominada por povos nômades cavaleiros da Ásia Central (hunos, tártaros, mongóis). A potência que dominasse esta região e simultaneamente dominasse uma saída para mares abertos, poderia desenvolver um poder anfíbio imbatível, dominar toda a Eurásia e decidir o futuro do mundo.

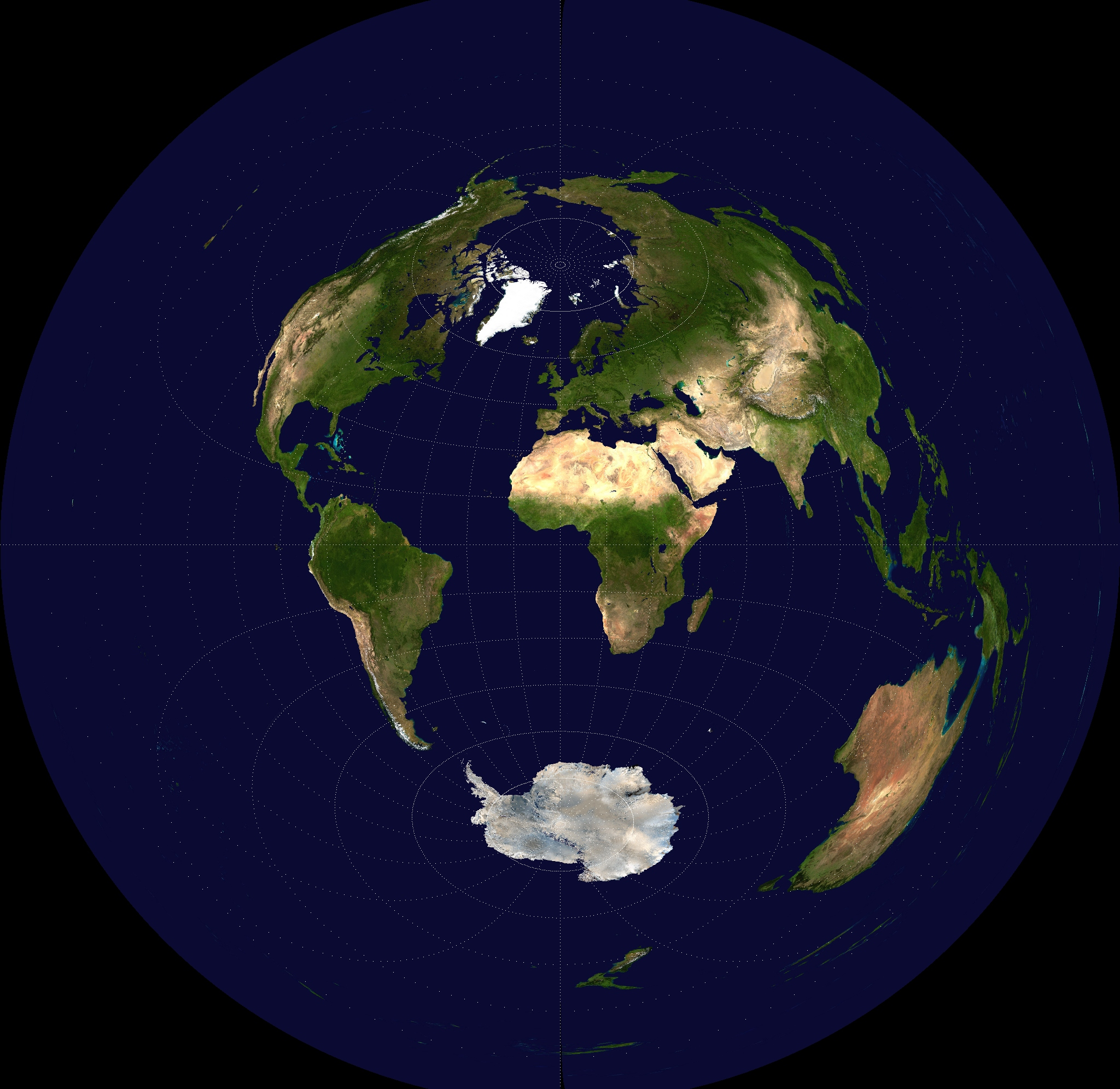
Planisfério terrestre.

A partir destas interpretações é que se desenvolveram concepções de estratégia geopolítica que nortearam a ação das grandes potências ao longo de parte significativa do século XX. As recomendações de Mahan nortearam a estratégia americana de construção de uma poderosa marinha bioceânica na primeira metade do século XX. As recomendações de Mackinder levaram a Inglaterra (potência naval) a se aliar à Rússia na I Guerra Mundial e à União Soviética na II Guerra Mundial para impedir que a Alemanha dominasse os recursos do Heartland.
Dentre os estrategistas influenciados por estas concepções destaca-se Nicholas J. Spykman, que agregou o papel do Rimland como foco de disputas centrais na história dos últimos séculos e do século XX.
A visão geoestratégica de mundo destes teóricos influenciou diretamente importantes políticos e estrategistas do século XX, entre eles George F. Kennan, Henry A. Kissinger, John Foster Dulles e Zbigniew Brzezinski.

## Novos temas

### Introdução
Entre o último quartel do Século XX e o início do Século XXI a Geopolítica continuou sendo o conjunto de conhecimentos interdisciplinares da Geografia tradicional, da Geologia, Ecologia, História, Ciência Política e, por decorrência, do Direito quanto ao uso de tudo que se refere ao território e conflitos sobre o espaço territorial. Porém, na Alemanha recente, a Geopolítica passou a lançar uma visão para o mundo de remanejamento do espaço para proteger a população humana, as reservas ambientais e os ecossistemas do ponto de vista social, para que, por meio da ideia de integração e cooperação entre as nações, haja um estímulo à preservação dos ambientes terrestre para as atuais e futuras gerações, contra os resultados catastróficos dos conflitos entre países vizinhos ou entre ideologias político-econômicas, como ocorreu no período da Guerra Fria entre o Capitalismo e o Socialismo. Estimula-se também a obrigação dos governos em realizar estudos geológicos e avisar a população sobre os abalos sísmicos com antecedência suficiente para que haja uma correta atividade política do ponto de vista socioambiental ou geográfico.

### Nova perspectiva
Desta forma, com a pressão do complexo sistema de Direito Internacional baseado na ONU recém criada (e nos objetivos de cooperação e integração tanto regional quanto mundial) e do lançamento de uma nova Política do Meio ambiente na própria Alemanha pós II Guerra Mundial, houve a necessidade de se expandir a visão de mundo implementada pela Geopolítica, inclusive no que se refere ao interesse histórico e econômico pelos recursos naturais e pela administração colonial dos territórios (Velha colonização das Américas e Nova colonização Afro asiática). Essa nova visão política estimulou o interesse de especialistas em Direito da Integração Ambiental e política que envolve o Direito Ambiental a desenvolverem projetos que redefiniram o campo de abrangência da Geopolítica para os Econômicos ambientais quanto à ideia de Desenvolvimento Sustentável e para que também passasse a tratar da relação do Estado com os processo ecológicos da natureza, com o problema da expansão urbanística, principalmente quanto ao impacto da civilização sobre o meio natural e com a questão do desenvolvimento rural ( impacto das atividades agrárias nos ecossistemas naturais e nos processo geológicos do meio).
A geopolítica também tende a compreender e explicar os conflitos internacionais da atualidade e as principais questões políticas da atualidade.

### Novas abrangências dos conhecimentos geopolíticos
Entre os novos capítulos, ou temas, dos conhecimentos geopolíticos, destacam-se: Geopolítica da Antártida, sobre o Tratado Antártico; Geopolítica do Atlântico Sul, sobre questões como defesa costeira e Zona Econômica Exclusiva; geopolítica do uso das águas fluviais e oceânicas, sobre o Tratado de Montego Bay (relações internacionais sobre o mar) e do Tratado da Bacia do Prata (Integração e cooperação regional sobre os rios, lagos e outros meios de uso das águas e navegação fluvial); Geopolítica das fontes energéticas, sobre energia eólica, biocombustíveis e petróleo (inclusive OPEP, Oriente Médio e o mundo e o pré-sal em regiões costeiras); Geopolítica dos resíduos sólidos, sobre poluição, principalmente dos rios, do ar e das cidades; Geopolítica do Espaço Sideral, sobre a possível militarização e colonização do Universo; - Geopolítica Nuclear, sobre os programas nucleares e o Tratado internacional de Não Proliferação Nuclear para fins econômicos e militares.

## Subdivisões interdisciplinares
- Geo-história: trata da evolução histórica do pensamento geográfico e ambiental dos líderes políticos do Estado em diversas nações desde a antiguidade, influenciado por uma preocupação sociopolítica e econômica cada vez maior com os aspectos naturais do meio em face do espaço artificial, o que abrange o desenvolvimento do conceito de "habitat" durante a história da humanidade. Este ramo de conhecimento pode ser visto por alguns especialistas em geociências e historiadores como ramo interdisciplinar ente História humana, Ciência Política e história de evolução geológica da Terra e dos Ecossistemas, interagindo conhecimentos da Terra antes da existência do homem e depois nas fases de Pré-história e História Antiga, Medieval, Moderna e Contemporânea até os assuntos integrados da atualidade. Entende-se, aqui, por assuntos integrados da atualidade os maiores embates militares (Guerra da Coreia, Vietnã, Conflitos no Oriente Médio, Afeganistão) que ocorreram na zona geopolítica do "Rinland", o entorno do "Heartland" da Eurásia como já explicado no tópico sobre Geografia, Geo-história e Disputas Internacionais (em Geografia Política). Ex: Geopolítica do uso das fontes minerais e do carvão, Geopolítica das Grandes Navegações, Geopolítica da Velha Colonização, Geopolítica da Nova Colonização, Geopolítica da Guerra Fria, Geopolítica da Globalização e Geopolítica da Antártida (desde que integrada com as Geopolíticas da Biodiversidade, do Clima e da Água, assim como orienta a política internacional do Tratado Antártico pela relevância de preservação do ecossistema da Antártica e da camada de ozônio)[10].
- Geopolítica da Biodiversidade: É ramo que trata de orientar, estrategicamente, as ações políticas locais, nacionais e internacionais para que as nações não causem profundos desequilíbrios nos ecossistemas por motivos de interesses econômicos e conflitos. Este ramo é uma interdisciplina de Ciência Política, Geografia e Geologia com Ecologia e Biologia[11].
- Geopolítica do Clima: É o ramo que trata de mecanismos de freio às atividades econômicas e militares estratégicas por parte dos Estados para que haja integração e cooperação regional e internacional na questão das alterações climáticas lesivas. Ex: Política sobre as convenções do Clima e o Protocolo de Quioto[12].
- Geopolítica da Energia Nuclear: É o ramo que trata da preocupação mundial com os efeitos nocivos dos programas nucleares para os ecossistemas vegetais, animais e humanos, interagindo conhecimentos de Geopolíticas Florestal, Urbanística e da Biodiversidade e de História quando se trata dos efeitos de ordem físico-química das principais guerras da humanidade e seus processos políticos no meio natural[13].
- Geopolítica Florestal: É o ramo que trata dos efeitos da Política estatal estratégica (local, nacional e internacional) sobre as reservas florestais e seus biomas, tendo o desenvolvimento sustentável como a ideia central controladora desta política. Ex: Política econômica X Política estratégica de proteção por meio de leis como o Código Florestal Brasileiro[11].
- Geopolítica Urbanística: É o ramo que trata da preocupação local, nacional e mundial sobre os conflitos entre as Zonas naturais de preservação permanente e as Zonas Urbanas de Crescimento e de desenvolvimento da população (inclusive os problemas urbanos das edificações, pavimentações de vias, poluições e da moradia)[14].
- Geopolítica Rural: É o ramo que trata da preocupação local, nacional e mundial sobre os conflitos entre as Zonas rurais de produção agropecuária e as Zonas de formação geológica e de preservação permanente dos ecossistemas naturais[15][16].
- Geopolítica da Água: É ramo que trata de orientar a política do Estado tanto em nível local, como nacional e internacional sobre o uso das águas dos rios, lagos e oceanos para fins pacíficos, visando o desenvolvimento de programas estatais que incentivem a criação de leis e tratados de integração e cooperação sobre a importância da preservação dos recursos hídricos para as atuais e futuras gerações. Desta forma, este ramo, abrange também, os possíveis conflitos e disputas internacionais sobre o controle das águas[17][18][19][20].

## Geografia política, geo-história e disputas internacionais

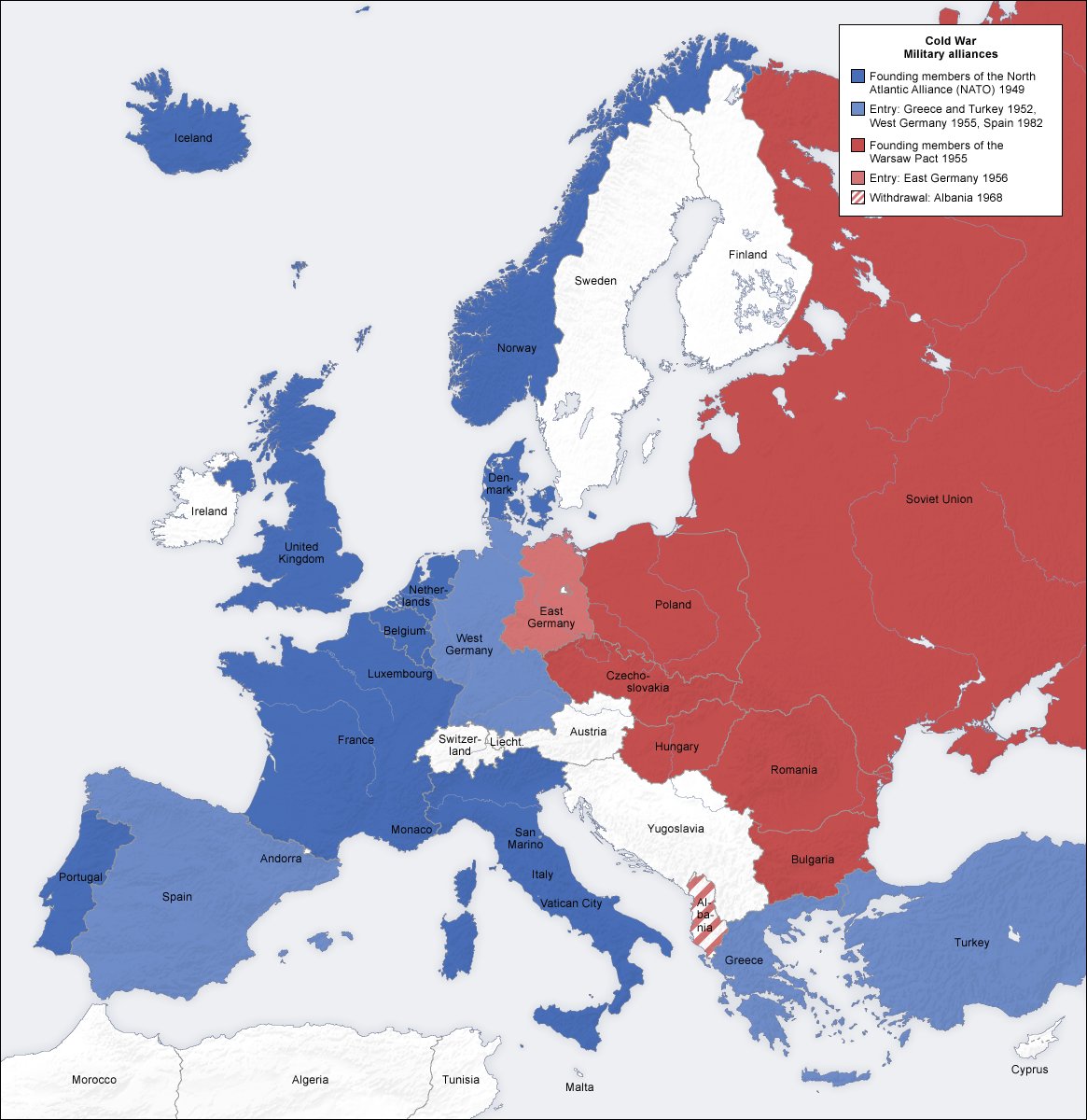
O fim da Segunda Guerra Mundial marca a divisão política-geográfica da Europa em dois blocos opostos, ocupados militarmente pelas potências vencedoras da guerra: EUA e URSS.

Após a II Guerra Mundial, o mundo passou por grandes transformações, de ordem social, econômica e política. Uma série de acontecimentos no cenário internacional fez com que as relações internacionais do pós-guerra fossem estudadas sob diferentes enfoques, em especial as divergências entre os Estados, mas também entre Estados e populações ou organizações. Isto ocorreu devido ao contexto mundial da metade do século XX, caracterizado por realinhamentos e novas alianças internacionais, a descolonização da África e Ásia, pelas fragmentações territoriais e os novos agrupamentos de países conforme interesses políticos e econômicos.
Esta situação da Geografia Política em nível mundial está diretamente relacionado à História Mundial e a Geografia. Porém, muitos fenômenos geográficos são ligados a situações tensas entre países, questões estratégias nacionais ou disputas entre grupos político-ideológicos ou grupos étnicos dentro de um mesmo Estado. Um exemplo são as repúblicas em que características étnicas foram fundamentais para a formação dos países. Como entender a região; países, densidade demográfica e  distribuição espacial dos grupos étnicos? A geopolítica oferece um conjunto de explicações baseadas na perspectiva geográfica e política.  Desta forma,  utiliza-se de conhecimento tanto das divisões políticas dos países, como das demais Ciências Humanas, das Ciências Sociais Aplicadas, como a Geopolítica, que por meio de uma "Política do Meio-Ambiente", fundamenta-se nas Geociências e Ciências da Natureza.
Um exemplo evento mundial que envolve a Geografia Política, mas também estratégia e ideologia, é a Guerra Fria. A partir de 1945, constituiu-se um novo padrão de relações internacionais. O embate político-ideológico da Guerra Fria entre EUA e URSS, duas nações consideradas superpotências mundiais, pode ser interpretado em termos geopolíticos como indo muito além do simples confronto entre dois sistemas político-econômicos rivais - capitalismo e socialismo. A Guerra Fria, geográfica e politicamente, pode ser interpretado ainda como o grande embate do século XX entre a maior potência naval e a maior potência terrestre pela liderança global. Os maiores embates militares (Guerra da Coreia, Vietnã, Conflitos no Oriente Médio, Afeganistão) ocorreram  na zona geopolítica do "Rinland", o entorno do "Heartland" da Eurásia (ver Teorias Geopolíticas a seguir).

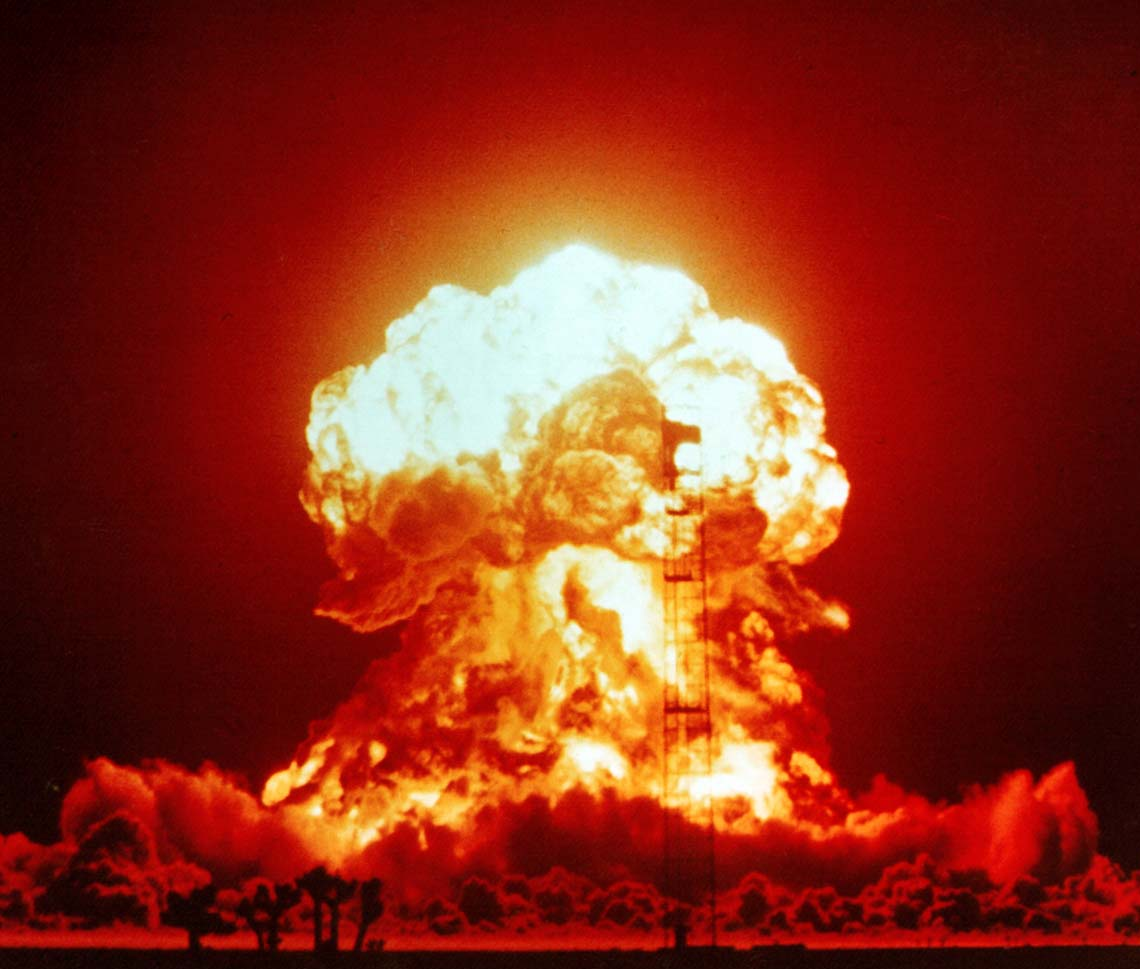
As armas nucleares alteraram as Estratégias das Grandes potências, mas não eliminaram o peso da teoria política.

O primeiro resultado desta situação foi o controle da Alemanha pelos países vencedores da II Guerra Mundial, principalmente Estados Unidos, mas também Reino Unido e França. A região controlada pelas forças militares americanas e seus aliados europeus foi transformada na Alemanha Ocidental e a região controlada pelos soviéticos acabou se tornando a Alemanha Oriental. Desta forma, o antagonismo político, reforçado pelas disputas ideológicas, foi traduzido em alterações na estrutura territorial de um Estado, conforme os interesses antagônicos dos EUA e URSS.
A organização de alianças, como a aliança dos Estados Unidos da América e Europa Ocidental, na a OTAN (Organização do Tratado do Atlântico Norte em 1949, envolveu todo o entorno geográfico do Atlântico Norte. Por outro lado, a aliança militar liderada pela União Soviética criada em 1955, o Pacto de Varsóvia, envolvia toda a região continental da Eurásia conhecida como Heartland e a Europa Oriental.
A partir da década de 1950, os conflitos armados em diferentes locais do mundo, como a Guerra da Coreia, Guerra do Vietnã, a descolonização da Ásia e África, a corrida espacial, a construção do Muro de Berlim, a expansão do arsenal de armas nucleares e a tentativa de criação do bloco dos países não alinhados definiram as características da geopolítica mundial naquele período fortemente influenciado pelo confronto EUA-URSS. [carece de fontes?]
Contudo, o jogo político mundial tornou-se mais complexo a partir da Détente e da ruptura sino-soviética, principalmente após a ocorrência do conflito fronteiriço sino-soviético) em 1969. Esta crise foi seguida da aproximação entre China e Estados Unidos (ver artigo: Relações sino-americanas), simbolizada pela visita do Presidente Richard Nixon à China e pelo início do processo de negociações de paz para pro fim à Guerra do Vietnã. A aproximação entre China e Estados Unidos na Segunda Guerra Fria acabou sendo materializada com o apoio americano e chinês a diversos movimentos anti-soviéticos na África (Angola) e Ásia (Afeganistão), na fase final da Guerra Fria.

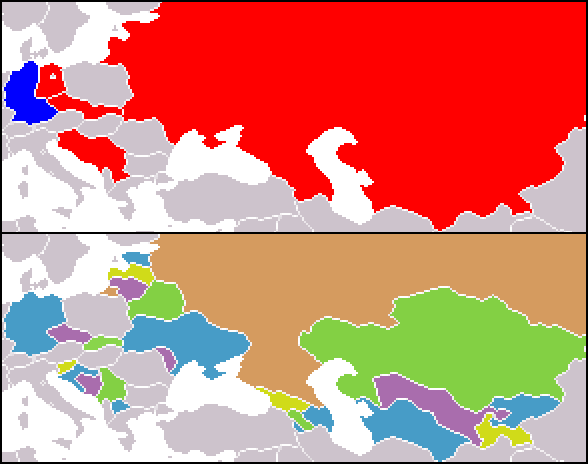
Mudanças políticas-geográficas na Eurásia entre 1989 e 1991.

Com a crise econômica soviética, seguida das mal sucedidas reformas econômicas e políticas realizadas na URSS na década de 1980, grandes mudanças aconteceram na Europa Oriental. O "afrouxamento" do controle soviético aos países satélites estimulou as ondas de mudança política na Polônia, Tchecoslováquia, Hungria, Bulgária e Romênia. Também estimulou a queda do Muro de Berlim e a Reunificação da Alemanha. A Guerra do Golfo em 1991 e o fim da União Soviética em dezembro do mesmo ano, marcaram profundamente o desfecho da Guerra Fria. Estes acontecimentos e o conjunto de  transformações na ordem econômica, social e política global passou a ser chamado de Nova Ordem Mundial, embora muitos preferissem chamar aquele processo de desordem mundial.
Os anos 1990 foram marcados por amplos debates a respeito de problemas que pareciam claros durante a Guerra Fria, como a polaridade e a polarização global. Inicialmente, no pós-guerra Fria, parecia se conformar um mundo unipolar no plano estratégico-militar, e multipolar no plano econômico, marcado pela formação ou consolidação de blocos econômicos regionais ou continentais, como a União Europeia, o NAFTA, o Mercosul, a ASEAN. Inicialmente os interesses das corporações internacionais pareciam se sobrepor aos dos Estados Nacionais, especialmente com a hegemonia ideológica do neoliberalismo e o Consenso de Washington. Muitos autores chegaram a anunciar o fim da Geografia Política ou mesmo o Fim da história, quando, ao menos aparentemente, não haveria novas disputas geopolíticas ou ideológicas no mundo.
Entretanto a Geografia Política nos anos 1990 não foi marcada pela paz e estabilidade, mas por diversas guerras como a da Somália, Iugoslávia, Ruanda, Sérvia-Kosovo, a continuidade das guerras civis em Angola, Sudão e Colômbia, além de crises econômicas com graves consequências políticas. A Crise do México em 1994 foi seguido da Crise asiática de 1997 e da Crise russa de 1998, que também atingiram o Brasil, provocando a brusca desvalorização do real de 1999. Esses acontecimentos ajudaram a corroer lentamente o Consenso de Washington e a crença liberal no Fim da História e da Geopolítica.
Esta tendência se manteve no fim dos anos 1990 e início dos anos 2000, quando ocorreram grandes protestos de movimentos de ideologia altermundialista ou contra o neoliberalismo, como os ocorridos em Seattle (1999) e ou em Gênova (2000) contra o G8, ainda o primeiro Fórum Social Mundial em 2001. Estes eventos tiveram como contexto as crises dos anos 1990, a falência da Enron e a crise da bolsa americana da Nasdaq em 2000, e, por fim, a Crise econômica da Argentina em 2001.
A instabilidade global foi aprofundada pela sensação de insegurança generalizada, ligada aos atentados terroristas de 11 de Setembro de 2001 e aos novos conflitos armados subsequentes, como a invasão e ocupação americana do Afeganistão a partir de 2001, e a Invasão do Iraque em 2003, seguida da ocupação permanente deste país. A militarização de extensas regiões do globo e a redefinição do papel da OTAN, foi acompanhada do surgimento de novas tensões estratégicas entre EUA e Rússia - envolvendo o projeto de um escudo antimísseis americano -, além do terrorismo na Ásia Central, acabaram produzindo novas alianças internacionais como a Organização de Cooperação de Xangai em 2001. A crise econômica de 2007-2008 reforçou a percepção de instabilidade intrínseca ao sistema internacional, especialmente diante de novos conflitos geopolíticos como a Guerra da Geórgia em 2008.
As atuais guerras, crises e as mudanças na geopolítica do petróleo, dos recursos naturais e humanos, parecem indicar que a Geopolítica continuará sendo uma abordagem relevante para interpretar a realidade global.

## No Brasil

Localização da América do Sul.

No território brasileiro também se configuram características e situações que envolvem a geopolítica - principalmente de acordo com as características sócio-econômicas das diferentes regiões do país, o desenvolvimento sustentável brasileiro, os conflitos entre o desenvolvimento agrário e populacional e os biomas nativos na zona rural e o crescimento urbanísitico, incluindo a inserção do país na economia internacional, tendo como destaque a negociação com grandes blocos e a formação de entidades supranacionais, como o Mercosul e a UNASUL. Desta forma, a geopolítica do Brasil está intrinsecamente ligada à Geopolítica da América do Sul
Além disso, áreas importantes do país configuram o cenário geopolítico brasileiro, como o litoral marcado pelas ricas reservas de petróleo, incluindo o pré-sal nacional, o Rio Prata, incluindo o Ecossistema do Pantanal Matogrossensse, e  a Floresta Amazônica, seja a Amazônia Legal ou a Amazônia internacional, além das fronteiras do país.
Temas sensíveis relacionados à Geologia, Geografia e à terra como a reforma agrária, aos estudos de planejamento urbano (Plano Diretor dos municípios)  ou ainda as relações entre o Estado e a sociedade, ou entre o governo Federal e as regiões, no que tange à administração ambiental das áreas naturais-administrativas, são objetos da geopolítica do Brasil.
Temas como a geopolítica da fome, da Antártica e do Atlântico Sul e das águas fluviais do Rio Prata têm sido mais intensamente estudados na atualidade brasileira, principalmente porque interessam diretamente ao Brasil e seus vizinhos, tanto pelas perspectivas de cooperação e integração regional, como pelas disputas internacionais históricas ainda existentes, como devido às perspectivas futuras de disputas envolvendo o controle sobre recursos naturais estratégicos.

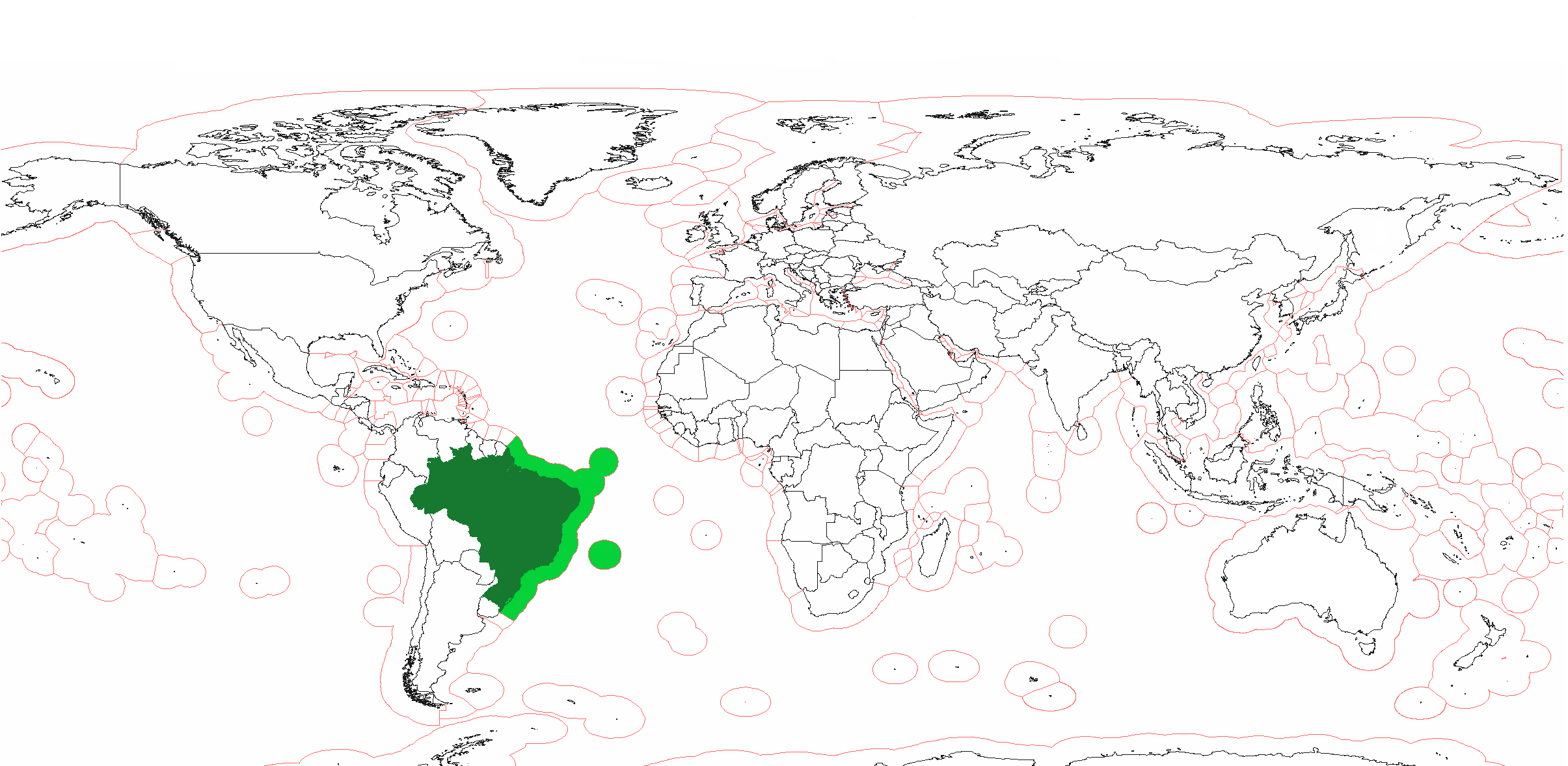
Mar Territorial e Zona Econômica Exclusiva do Brasil no Atlântico Sul.

Neste sentido a questão ambiental, territorial e as diferentes formas de disputas fronteiriças estão permeados pelas disputas envolvendo a delimitação do mar territorial e da zona econômica exclusiva, de grande relevância atualmente tanto para a pesca como para a exploração do subsolo marinho, especialmente de petróleo em alto mar.
Concepções recentes de geopolítica também consideram as modernas redes de comunicação como a internet, a partir da chamada geopolítica do ciberespaço. O ciberespaço pode ser considerado elemento de análise geopolítica na medida em que este envolve uma base física, uma infra-estrutura geograficamente distribuída: os "troncos de fibra óptica" e os satélites. Estes elementos estão relacionados tanto às comunicações para fins civis como para fins militares (ver artigo ARPANET), à guerra eletrônica e também à militarização do espaço sideral, que vem sendo ampliada com a criação de comandos ou forças espaciais em diferentes Forças Armadas do mundo.
Como grandes nomes dos estudos geopolíticos clássicos no Brasil, podemos citar Everardo Backheuser, Josué de Castro, Mário Travassos, Carlos de Meira Mattos, Golbery do Couto e Silva, Therezinha de Castro e José Oswaldo Meira Penna.
Os estudos envolvendo temas de geopolítica, na atualidade, incluem inúmeros pesquisadores em diferentes centros de estudo e pesquisa das grandes Universidades brasileiras, principalmente ligados às áreas de Geografia, Geologia, Ecologia, Climatologia, Ciência Política, Política Internacional, Estudos Estratégicos e de Segurança e Defesa (principalmente sob aspecto ambiental).